# Ich bin ein Berliner
"Ich bin ein Berliner" er en vending, der stammer fra den amerikanske præsident John F. Kennedy.
Under en europarejse kom han 26. juni 1963 til Berlin, hvor han blev modtaget af overborgmester Willy Brandt. På rådhuset i Vestberlin (Rathaus Schöneberg) holdt han en tale til en enorm menneskemængde, der var forsamlet på Rudolph Wilde Platz.
I talen indgik sætningen: Ich bin ein Berliner 2 gange:
- Two thousand years ago the proudest boast was "civis Romanus sum." Today, in the world of freedom, the proudest boast is "Ich bin ein Berliner"
- For to tusind år siden var det stolteste, et menneske kunne sige: "civis Romanus sum" (jeg er romersk borger). I dag, i frihedens verden, er det stolteste ord: Jeg er en berliner.

- All free men, wherever they may live, are citizens of Berlin, and, therefore, as a free man, I take pride in the words Ich bin ein Berliner
- Alle frie mennesker er borgere i Berlin, hvor de end lever, og som fri mand siger jeg derfor med stolthed disse ord: Jeg er en berliner.

## Baggrund
Det var mindre end 20 år siden, Tyskland var blevet overvundet af de allierede i 1945. Tyskland (og Berlin) var delt af sejrsmagterne, og den kolde krig mellem de kommunistiske lande i østblokken og den vestlige verden var på sit højeste og næppe noget sted så synlig og mærkbar, som i det brohovede Vestberlin udgjorde dybt inde i den sovjetiske besættelseszone.
Vestberlins eneste adgang til den vestlige verden gik gennem den sovjetiske besættelsezone. Efter luftbroen i 1948, der gennem 11 måneder bragte byen forsyninger frem ad luftvejen, efter at den var blevet afskåret ved lukning af biltrafikken, og efter DDR's opførelse af Berlinmuren i 1961, var byen et ømt punkt i konfrontationen mellem øst og vest. Kennedys udtryk blev derfor set som et løfte til befolkningen i Vestberlin om at blive støttet af vesten under enhver konflikt mellem parterne. 
Selv sagde han efter talen til sin rådgiver og taleskribent Ted Sorensen: En sådan dag oplever vi aldrig igen, så længe vi lever.

## Note
Som et kuriosum kan bemærkes, at navneordet på tysk "ein Berliner" også betyder en berømt berlinsk kage (en Berliner Pfannkuchen), så nogle oversættere kunne have fået den galt i halsen, hvis de citerede sætningen ude af sammenhæng. Kennedy fik lokket smilet frem, da han først brugte sætningen. Hans tale blev oversat – sætning for sætning – til tysk. "Ich bin ein Berliner" blev "oversat" til "sig selv", hvilket fik oversætteren til at lyde som en papegøje. Da klapsalverne døde ud, holdt Kennedy en pause og sagde så: "I appreciate my interpreter translating my German" (tak for oversættelsen af mit tyske), hvilket udløste mere latter fra mængden.